# Nataša Ninković
Nataša Ninković (ur. 22 lipca 1972 w Trebinju) – serbska aktorka teatralna i filmowa, pochodząca z Bośni.

## Życiorys
Córka Branka Ninkovicia i Mileny. Po ukończeniu szkoły średniej w Trebinju wyjechała do Belgradu, gdzie rozpoczęła studia aktorskie w Akademii Teatralnej, pod kierunkiem Vladimira Jevtovicia. W czasie studiów zadebiutowała w filmach Najboli i Tri karte za Holivud. Międzynarodową sławę przyniosła jej rola Very w amerykańskim filmie Wybawca, w którym wystąpiła u boku Dennisa Quaida. Za tę rolę została wyróżniona w 1998 na Festiwalu Filmowym w Soczi.
Występuje na scenie Teatru Narodowego w Belgradzie. W 2011 została uhonorowana nagrodą im. Rašy Plaovicia za rolę w dramacie Hedda Gabler Henrika Ibsena.
Jest mężatką (mąż Nekad Šarenac), ma dwóch synów.

## Role filmowe (wybór)
- 1989:Najbolji jako kelnerka
- 1993:Trzy bilety do Hollywood jako Lucija
- 1998:Golubovića apoteka jako Jelena
- 1998:Wybawca jako Vera
- 2000:Rat uživo jako Lola
- 2003:Ilka jako Jelena "Ilka" Marković
- 2003:Zawodowiec jako Marta
- 2005:Ivkova slava jako Paraskeva
- 2005:Made in YU jako Marija
- 2007:Pułapka jako Marija
- 2008:Ranjeni orao jako Vukica
- 2011:Cvat lipe na balkanu jako Riki Salom
- 2012:Śmierć człowieka na Bałkanach jako Nada
- 2016: Stado jako Mila
- 2019-2020: Czarne słońce (serial telewizyjny)